# Otto Fanta
Otto Fanta (26. října 1890, Praha – 1940, Spojené království) byl učitel a grafolog.

## Život
Otto Fanta se narodil v Praze jako syn lékárníka Maxe Fanty a jeho manželky, pražské intelektuály Berty. (Matka vedla filosofický salon v jejich domě U Kamenného beránka na Staroměstském náměstí.) Ve škole se seznámil se svým spolužákem Franzem Werfelem, do roku studoval 1912 filosofii a později působil jako středoškolský profesor.
Kolem roku 1922 napsal filmový scénář k Die Grundlagen der Einsteinschen Relativitätstheorie, který byl – po posouzení Albertem Einsteinem – málem skutečně zfilmován, k čemuž však nakonec nedošlo z důvodu světové hospodářské krize.
Zřejmě roku 1925 se oženil s Hannou Bobatschovou (Johanna Fantová, 9. dubna 1901 Brno - 1981),
která v letech 1929/30 setřídila Einsteinovu osobní knihovnu v Berlíně.
Otto byl činný jako grafolog, společně s Willy Schönfeldem napsal pro časopis Die Schrift a roku 1937 se zúčastnil třetího Mezinárodního grafologického kongresu v Paříži.
Před začátkem druhé světové války na poslední chvíli emigroval do Anglie, při tom však přišel o veškerý majetek. Jeho žena, Johana Fantová, po smrti manžela roku 1940 emigrovala do USA a získala knihovnické vzdělání. Byla poslední Einsteinovou životní družkou.

## Publikace
- Systém kriminalistického vzdělání. Kolem roku 1930